# Hubert Desbiens
Pour les articles homonymes, voir Desbiens.
Hubert Desbiens (20 mars 1931 à Lac-Bouchette - 1er janvier 2009 à Chicoutimi) est un homme politique québécois. Il a représenté la circonscription de Dubuc dans la région du Saguenay–Lac-Saint-Jean en tant que député péquiste du gouvernement de René Lévesque. Élu au cours de l'élection provinciale de 1976 il quitte peu avant en l'élection générale de 1989.